# 軌道 (力学)

2つの異なる質量の物体が、同じ重心の周りの軌道を回っている

軌道（きどう、orbit）とは力学において、ある物体が重力などの向心力の影響を受けて他の物体の周囲を運動する経路を指す。

## 歴史
物体の軌道はヨハネス・ケプラーによって最初に数学的に解析された。ケプラーはこの研究成果を有名な惑星運動の法則（ケプラーの法則）として定式化した。彼は、我々の太陽系の惑星の軌道が、それまで考えられていたような円（または周転円）ではなく楕円であることを発見した。
アイザック・ニュートンは、ケプラーの法則がニュートンの万有引力の理論から導かれること、また一般に万有引力を受けて運動する物体の軌道が円錐曲線になることを証明した。ニュートンはまた、二つの物体は両者の共通重心の周りにそれぞれの質量に反比例する半径の軌道を描いて回ることを示した。ここで片方の物体がもう片方に比べて非常に重い場合には、便利な近似として、二体の重心は重い方の物体の中心にほぼ一致すると見なすことができる。

## 惑星軌道
惑星系の中で、惑星・小惑星・彗星・スペースデブリなどは惑星系の中心星の周りを楕円軌道を描いて公転する。この軌道を惑星軌道と言う。放物線軌道または双曲線軌道を持って中心星を公転する彗星は、中心星に重力的に束縛されておらず、その星の惑星系の一部とは考えない。今日まで、我々の太陽系で明らかに双曲線軌道を持つような彗星は観測されていない。惑星系の中で惑星の1つに重力的に束縛されている天体はその惑星の衛星と呼ばれ、自然の衛星であれ人工衛星であれ、その惑星の周りを公転する。
惑星同士に相互に働く重力摂動によって、我々の太陽系の惑星軌道の離心率は時間と共に変化する。冥王星と水星は最も離心率の大きな軌道を公転している。現在は火星がそれに次ぐ大きさの離心率を持っており、一方で離心率が最も小さいのは金星と海王星の軌道である。
2つの天体が互いの周りを回っている時、二体の距離が最も近くなる点を近点 (periapsis)、最も遠くなる点を遠点(apoapsis) と呼ぶ。
2つの天体が楕円軌道を描いて互いに回っている場合、系の重心は両方の軌道の焦点の1つに位置する。もう一方の焦点には何も存在しない。惑星が近点に近づくと惑星の速度は増加する。惑星が遠点に近づくと速度は減少する。

## 軌道運動の理解
惑星（例えば地球）の周りの軌道運動を説明するモデルとしては、よく用いられる大砲のモデルが有用である。地球上の非常に高い山の山頂に大砲が据え付けられているとし、この大砲が砲弾を水平に撃つことを考える。ここで大砲のある山は非常に高く、大砲がある山頂は地球の大気圏よりも高いために砲弾に作用する大気の抵抗は無視できると仮定する。
- 大砲が非常に遅い初速で砲弾を発射した場合、砲弾の軌跡は下方向に曲がって地面に達する（図中A）。
- 砲弾の初速を大きくしていくと、砲弾は大砲からより遠くへ着弾するようになる。ここで、砲弾の軌跡と同様に、砲弾が着弾する地面も遠くに行くほど下方向にカーブしていることに注意する。この時の砲弾の軌跡は、大砲から遠い方の焦点に地球の中心があるような楕円である（図中A→C）。
- 砲弾の初速が重力を脱するのに十分な場合には、砲弾の軌跡と地面とが同じ曲率となり、砲弾は地球を一周する円軌道に乗ることになる（図中D）。
- 初速をもっと大きくすると、砲弾の軌道は大砲から近い方の焦点に地球の中心があるような楕円軌道となる（図中E,F）。
- さらに初速を上げて脱出速度と呼ばれる値に達すると、大砲から遠い方の焦点までの距離が無限遠となり、砲弾の軌道は楕円から放物線に変わる。すなわち砲弾は地球に戻らなくなる。

## ニュートンの運動の法則
相互に万有引力のみで影響を及ぼしあう2つの物体だけからなる系では、二体の軌道はニュートンの運動の法則と万有引力の法則を用いて厳密に計算することができる。力学ではこのような条件で二つの物体の運動を解く問題を二体問題と呼ぶ。大ざっぱには、片方の物体が受ける力はその物体の質量と加速度の積になる。二体の間に働く万有引力の大きさはそれぞれの物体の質量に比例し、二体の距離の2乗に反比例する。
計算を行う際には、質量が大きい方の物体の中心を原点とする座標系をとると便利である。この場合には、質量が小さい方の物体が大きい方の物体の周囲を軌道運動すると考える。
物体 A と物体 B が相対的に静止している場合、A と B の距離が遠いほど両方の物体は大きなエネルギーを持っている。なぜなら静止状態での二体の距離が遠いほど、より長い距離を落下することができるからである。このように、物体間の距離に依存するような力を及ぼし合う物体同士が、その位置に応じて持つエネルギーをポテンシャルエネルギーと呼ぶ。
二体問題では物体の軌道はある平面内の曲線になる。この時、物体の軌道は開いた軌道（片方の物体がもう片方の物体に対して二度と帰ってこない軌道）になる場合と閉じた軌道（物体が帰ってくる軌道）になる場合があり、どちらになるかは系の運動エネルギーとポテンシャルエネルギーの総和の値によって決まる。開いた軌道の場合、軌道上の任意の位置での物体の速度はその位置での脱出速度に等しいかそれより大きい。閉じた軌道の場合には物体の速度は常に各位置での脱出速度より小さい。
自由落下する物体の軌跡は常に円錐曲線になる。
開いた軌道の形は双曲線（物体の速度が脱出速度にちょうど等しい場合には放物線）である。この場合、二つの物体は互いにしばらく接近し、最接近の前後で互いの周りを大きく回り込んで再び離れ、二度と帰ってこない。太陽に対して十分に大きな力学的エネルギーを持つ彗星がたまたま太陽に接近するような場合にはこのような軌道をとる。
閉じた軌道の形は楕円（速度がある特定の値をとる場合には円）である。地球の周りを軌道運動する物体が地球に最も近づく点を近地点 (perigee) と呼ぶ。地球以外の天体の周りを公転する一般の場合には近点 (periapsis / apofocus / apocentron) と呼ぶ。これに対して地球から最も遠ざかる点を遠地点 (apogee) または一般に遠点 (apoapsis / apofocus / apocentron) と呼ぶ。近点から遠点に引いた直線を line-of-apsides  と呼ぶ。これは楕円軌道の長軸であり、軌道の差し渡しが最も長い位置になる。
閉じた軌道を持つ物体は一定の周期で軌道上を運動し続ける。この運動はケプラーの法則によって経験的に記述され、数学的にはニュートンの法則から導かれるものである。これらの法則は以下のように定式化される。
1. 太陽の周りを公転する惑星の軌道は楕円であり、その楕円の焦点の1つに太陽が位置する。従って軌道は軌道面と呼ばれる平面上にある。軌道上で引力を及ぼす天体に最も近い点が近点であり、最も遠い点が遠点である。特定の天体を回る軌道については以下のようなそれぞれの用語がある：太陽を公転する天体の場合は近日点 (perihelion) と遠日点 (aphelion)、地球を公転する天体の場合は近地点 (perigee) と遠地点 (apogee)、月を公転する天体の場合は近月点 (perilune / periselene) と遠月点 (apolune / aposelene) と呼ぶ。太陽以外の恒星を公転する天体の場合は近星点 (periastron) と遠星点 (apastron) と呼ぶ。
2. 惑星がある一定時間軌道上を運動する時、太陽と惑星を結ぶ線分は軌道面上の一定面積を掃く。この面積速度は惑星が軌道周期内でどの位置にあるかによらず常に一定である。このことは、近日点の近くでは遠日点の近くよりも惑星は速く動くことを意味する。この法則は通常、面積速度一定の法則と呼ばれる。
3. 各惑星について、その軌道長半径の3乗と軌道周期の2乗との比は全ての惑星で同じ定数値をとる。

4つ以上の物体からなる系では、ラグランジュ点のような特殊な場合を除いて運動方程式を解く方法は知られていない。二体問題の解は1687年にニュートンによって『プリンキピア』の中で発表されている。1912年にはフィンランドのK.F.スンドマンが三体問題を解くための無限級数を導いたが、この方法は非常に収束が遅いためにほとんど使われていない。
天体の軌道の厳密解を得る代わりに、任意の精度で近似解を得ることもできる。このような近似には二つの形式がある。
1つの形式は、純粋な楕円運動を基本として、これに複数天体からの重力の影響を表す摂動項を付け加えるものである。これは天体の位置を計算するのに便利な方法である。月や惑星、その他の太陽系天体の運動方程式は高い精度で得られており、天測航法に使うための天体暦を編纂するためにこの方法が用いられている。
科学計算や宇宙探査計画のための目的には、微分方程式の形式が使われる。ニュートンの法則によれば、全ての力の合計は質量と加速度の積で表される (F = ma)。従って、加速度を位置の関数として表すことができる。この形式を使うと摂動項をずっと簡単に記述できる。初期状態での位置と速度から未来の位置と速度を予言する計算は微分方程式の初期値問題を解くことに対応する。すなわち、初期値から時刻が少し後の天体の位置と速度を数値的に計算し、これを繰り返すことで解を得る。しかしこの方法では、計算機が持つ演算精度の限界によって微小な計算誤差が生じるため、数値積分の方法によっては誤差が累積し、解の精度も制限される。
これと同様の微分方程式を解く方法によって、多体問題と呼ばれるような非常に多数の天体からなる系のシミュレーションも行われている。実際には全ての二体間に働く力を直接計算する直接N体計算と呼ばれる手法や、天体を重心間の二体問題として階層的に集合化して計算する方法などがある。このような方法で銀河や星団、その他の大規模な天体のシミュレーションが行われている。

## 軌道運動の解析
常にある固定点に向かう力の影響の下で運動する物体の運動を解析する場合には、力の中心を原点とする極座標を使うのが便利である。このような座標系では、加速度の動径方向成分と方位角方向成分はそれぞれ以下のようになる。
{\displaystyle {\frac {d^{2}r}{dt^{2}}}-r\left({\frac {d\theta }{dt}}\right)^{2}},
及び
{\displaystyle {\frac {1}{r}}{\frac {d}{dt}}\left(r^{2}{\frac {d\theta }{dt}}\right)}.
ここで物体に働く力は常に動径方向を向いているので、方位角方向の加速度は0であり、以下の式が成り立つ。
{\displaystyle {\frac {d\theta }{dt}}=hu^{2}},
ここで h は積分定数である。また、ここで 1/r を補助変数u に置き換える。この時、力の動径成分の大きさを、運動する物体の単位質量当り f(r) とすると、運動方程式の動径成分から時間変数が消去され、以下の式を得る。
{\displaystyle {\frac {d^{2}u}{d\theta ^{2}}}+u={\frac {f(1/u)}{h^{2}u^{2}}}}.
今、力が距離の2乗に反比例する場合を考えると、この方程式の右辺は定数となり、（従属変数の原点をずらすと）方程式は調和方程式となる。
これにより、この天体の軌道の方程式は以下のようになる。
{\displaystyle r={\frac {1}{u}}={\frac {L}{1+e\cos(\theta -\phi )}}},
ここで φ と e は積分定数で、L は半直弦 (semi-latus rectum) である。この式は極座標での円錐曲線の方程式と見なせる。

## 軌道パラメータ
一般の楕円軌道では、楕円の軸と離心率、最小・最大距離は以下の関係にある。
- 軌道長半径 = (近点距離 + 遠点距離)/2 = 半径の極値の平均
- 近点距離 = 軌道長半径 × (1 − 離心率) = 最小距離
- 遠点距離 = 軌道長半径 × (1 + 離心率) = 最大距離

ここで、平均半径または平均距離には別の定義もあることに注意すべきである。軌道一周にわたって半径を時間について平均した場合（平均近点角に対する平均値）、また主星から見た従星の軌道角について平均した場合（真近点角に対する平均値）には異なる結果を得る。

## 軌道の摂動

### 軌道の減衰
天体の軌道の一部が母天体の大気中を通過する場合には、その軌道は抗力によって減衰 (decay) する。すなわち、近点を通過するたびに天体は大気と擦れあってエネルギーを失う。これにより、天体の運動エネルギーがちょうど最大に達する点でエネルギーを失うため、天体の軌道は1周ごとに離心率が小さくなる（円軌道により近づく）。最終的には軌道は円軌道に近づき、螺旋軌道を描いて大気中に落下する。
地球大気の上限高度は大きく変化する。太陽活動の極大期には地球の大気は極小期に比べて約100km厚くなる。
長い導電性のテザーを持つような人工衛星も、地球の磁場によって電磁気的抗力を受けて軌道が減衰する。これは基本的には、ワイヤーが地球の磁力線を横切ることで発電機の役割を果たすためである。このためにワイヤー内で電子が運動し、軌道運動のエネルギーがワイヤー内の熱に変換されるのである。
人工的に衛星の軌道に影響を与える別の方法としては、ソーラーセイルや磁気セイルを用いる方法がある。このような形の推進方法には推進剤やエネルギー入力を必要としないため、無制限に運用することができる。
軌道の減衰は、母天体との同期軌道を運動するような天体の場合にも潮汐力によって引き起こされる。軌道運動を行う衛星の重力によって、母天体には潮汐力による膨らみ (tidal bulge) が生じる。そのため、同期軌道をとる衛星が母天体の自転よりも速く公転していると、母天体の膨らみ部分は衛星の公転から少し遅れた場所に位置する。この膨らみが衛星に及ぼす重力ベクトルは母天体と衛星の中心を結ぶ線からわずかにずれているため、衛星の軌道運動方向の成分を持つことになる。衛星に近い側の母天体の膨らみは衛星の公転を減速し、遠い側の膨らみは衛星を加速するが、減速する膨らみの方が距離が近いために加速の効果よりも強い。この結果、衛星の軌道は減衰する。逆に、衛星が母天体の膨らみに及ぼす重力によって母天体はトルクを受けて自転が加速する。人工衛星は母惑星に潮汐効果を及ぼすには小さすぎるが、太陽系にある衛星のいくつかはこのしくみによって軌道減衰を受けている。火星の内側の軌道にある衛星フォボスはこの代表的な例で、この衛星は5,000万年以内に火星表面に落下するか、潮汐破壊されて環を形成すると考えられている。
最後に、天体の軌道は重力波の放出によっても減衰する。このメカニズムはほとんどの天体では極端に弱く、非常に大きな質量の天体が非常に大きな加速度を受けて運動する場合にしか効果は表れない。このような例としては、複数のブラックホールや中性子星が近い軌道を互いに回っているような場合が挙げられる。

### 昇交点赤経
地球の扁平性により、赤道と極地では重力の加わり方が異なるために昇交点赤経はゆっくりと回転する。昇交点赤経の回転速度と地球の公転による太陽光線の入射方向の変化速度を同期させ、常に一定の日照条件下で地上を観測できるようにしたものが太陽同期軌道である。

近点移動による軌道の変化。近点と長軸が回転している。

### 近地点引数の回転
近地点引数もまた地球の扁平性により回転する。

## 地球周回軌道
地球の周りを公転する軌道（地球周回軌道）には以下のようなものがある。
- 低軌道
- 高軌道
- 中軌道
- 静止軌道
- 地球同期軌道
- 静止遷移軌道
- モルニヤ軌道
- 極軌道
- 太陽同期軌道

## 重力のスケーリング
万有引力定数 G は以下の通りである。
- 6.6742 × 10−11 N·m2/kg2
- 6.6742 × 10−11 m3/(kg·s2)
- 6.6742 × 10−11(kg/m3)−1s−2.

よってこの定数は (密度)−1 × (時間)−2 の次元を持つ。このことから次の性質を持つ。
軌道運動をする天体について、距離のスケールを変更しても時間のスケールは変化しない（天体の密度を変えずに大きさを変える場合も含む）。例えば距離を半分にすると、質量は 1/8、重力は 1/16 になるため、重力加速度は 1/2 になる。従って軌道周期は元の場合と同じままである。同様に、物体を塔から落下させる場合、物体が地面に達するまでの時間は地球と塔の縮尺をどのようにとっても同じになる。
また、全ての天体の密度を4倍にすると、軌道の形は同じだが軌道運動の速度は2倍になる。
全ての天体の密度を4倍にして長さのスケールを半分にすると、軌道の形は同じで軌道速度も元と同じになる。
ある物体が半径 r で平均密度 σ の球形の物体の周囲を軌道長半径 a、公転周期 T の楕円軌道を描いて回る時、上記の性質は以下の式に表される。
{\displaystyle GT^{2}\sigma =3\pi \left({\frac {a}{r}}\right)^{3},}

## 原子論の進展に果たした役割
20世紀初めに原子の構造が初めて実験的に調べられた時、初期の原子の描像は重力の代わりにクーロン力によって束縛された太陽系のミニチュアのようなものだった。このモデルは電気力学と矛盾していたため、量子論が進展するとともに徐々に改良されていった。しかし現在でも、エネルギー的に束縛されている電子の状態を表す波動関数に「軌道」(orbital) という用語を使うなど、旧来の描像の伝統が残されている。